# Heimendahl & Keller

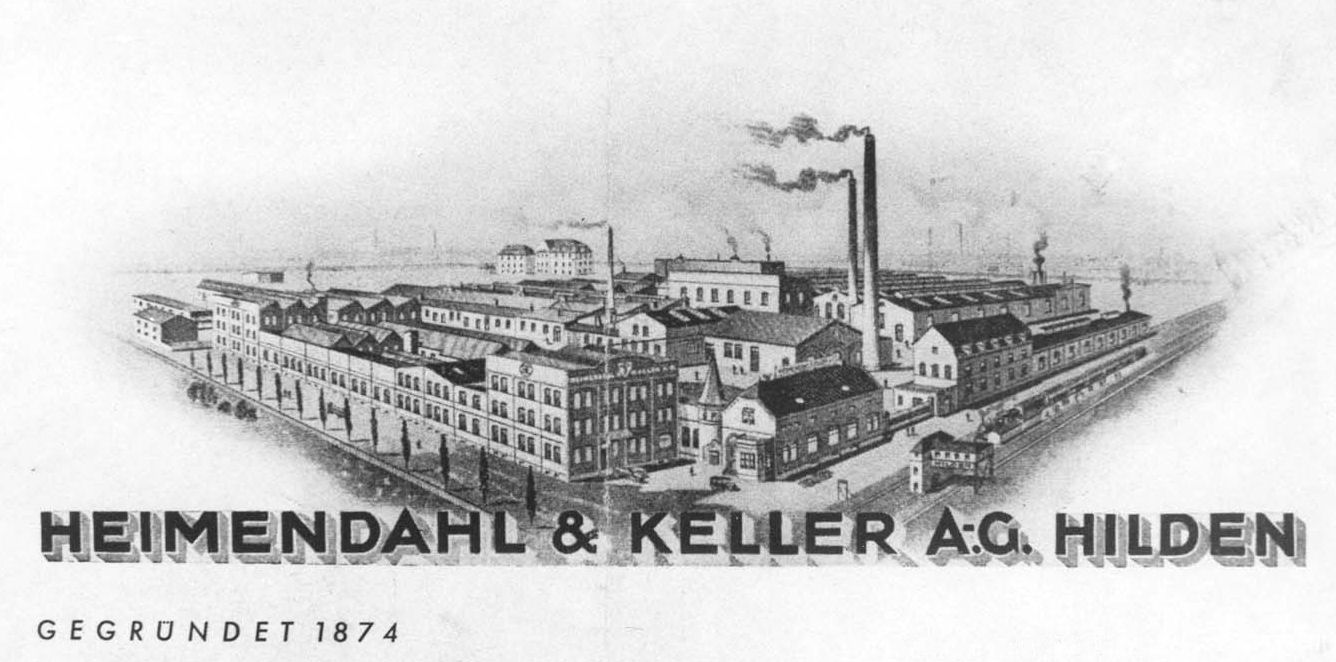
Heimendahl & Keller, Briefkopf, 1925

Heimendahl & Keller war eine Metallwarenfabrik zur Herstellung von Bestecken und Plattmenagen in Hilden.

## Geschichte

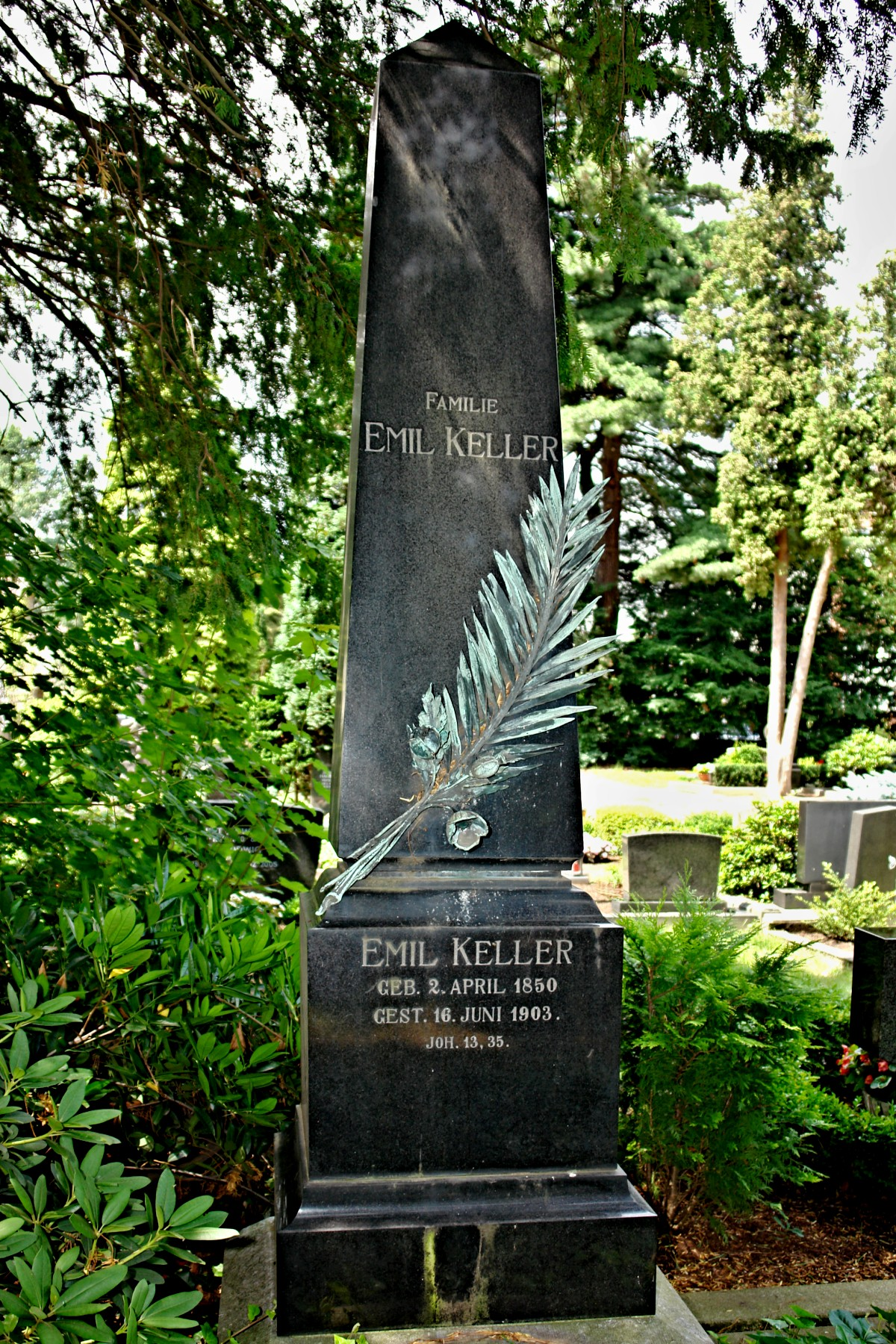
Grab Emil Keller auf dem Hauptfriedhof in Hilden

### Britanniawaren-Besteckfabrik
Im Jahre 1874 gründete Emil Keller (* 2. April 1850 in Mülheim am Rhein (heute Köln-Mülheim); † 16. Juni 1903 in Hilden) in Solingen eine Besteckfabrik zur Herstellung von Britanniawaren („Britannia-Silber“). Bei der Herstellung von reinen Britanniawaren als Essbestecke wird aufgeschmolzenes flüssiges Britanniametall in Formen gegossen.
Das Verfahren zur Herstellung von silberglänzenden Zinn-Stahl-Bestecken kam aus England und war damals in Deutschland neuartig.
Bei einer Weiterentwicklung von Britanniawaren wurde ein gegossener Eisenkern mit einer flüssigen Nichteisenmetall-z. B. Zinn-Legierung überzogen.
Neben Britanniawaren stellte Heimendahl & Keller Bestecke aus Edelstahl her. Die Rohform wurde durch Ausstanzen aus Stahlblech hergestellt. Der gestanzte Formrohling wurde anschließend mit Fallhammer und Luftdruckhammer in die Besteckform kaltgeschmiedet bzw. gewalzt.
Zur Verstärkung der Korrosionsbeständigkeit von Bestecken wurde ein geformter Stahlkern mit einer Legierung z. B. Neusilber überzogen.

### Inhaber, Geschäftsführer und Standorte
1881 nahm Emil Keller den aus Elberfeld stammenden Karl Richard Heimendahl (* 16. Mai 1851 in Elberfeld) als Teilhaber und kaufmännischen Leiter ins Geschäft mit auf.
Richard Heimendahl war der Sohn von Karl Richard Heimendahl (* 6. März 1824 in Elberfeld; † 31. Januar 1863 in Bonn) und Julia Ida Ostermann (* 10. September 1830 in Elberfeld; † 5. März 1894 in Elberfeld). Er heiratete am 17. Februar 1885 Laura Schlieper (* 31. Oktober 1855 in Elberfeld). Ihre Kinder waren Richard (* 28. Februar 1886 in Hilden; † 28. Oktober 1971 in Düsseldorf), Walter (* 10. Juli 1887 in Hilden), Herbert (* 27. Juni 1889 in Hilden; † 13. Oktober 1981 in Leichlingen) und Konrad (* 30. Mai 1891 in Hilden; † 29. April 1945 in Villes-Hélon bei Soissons).
Das Werk und der Vertrieb wurden nach Hilden zur Eichenstraße 13 (Straßenabschnitt heute zu Otto-Hahn-Straße umbenannt), Flur 15 Nr. 679 / 680 westlich des 1874 eröffneten Bahnhofs Hilden verlegt und am 15. Januar 1883 in Betrieb genommen. Das Werk befand sich zwischen den Bahngleisen und der Tellerringstraße, Ecke Düsseldorfer Straße.
Die offene Handelsgesellschaft Heimendahl & Keller (OHG) bestand ab 1884.
Die wirtschaftlichen Erfolge erlaubten 1887 die Erweiterung der Fabrik und die Aufstellung von drei Fallhämmern und eines Luftdruckhammers. Die Belegschaft war 1914 auf 450 Personen angewachsen.
Nach Ableben der ersten Inhaber ging das Geschäft auf deren Söhne Herbert Heimendahl (1886–1981), Konrad Heimendahl (1891–1945) und Friedrich Emil Keller († November 1951) über.
Am 11. Mai 1923 wurde das Unternehmen in eine Aktiengesellschaft Heimendahl & Keller A.G. umgewandelt. Friedrich Emil Keller schied 1934 aus dem Unternehmen aus. Sie hieß dann Heimendahl & Co GmbH Hilden.
Nach Konkurs führte ab 1939 das Mettmanner Britannia-Familienunternehmen Seibel die Firma Heimendahl & Keller als Tochtergesellschaft weiter. Helmut Seibel (* 1. Mai 1906; † 1. November 1991) und Rudolf Seibel (* 25. April 1880 in Volmarstein; † 1951 in Mettmann) waren im Vorstand neben Konrad Heimendahl, der kurz vor Ende des Zweiten Weltkriegs in Nordfrankreich fiel, vertreten. Die Mitarbeiterzahl sank durch die Wirtschaftskrise auf 199 im Jahre 1933 und stieg auf 210 im Jahre 1944 leicht an. Heute firmiert die Besteck- und Edelstahlmanufaktur Seibel unter dem Namen mono GmbH. Ihre Marke heißt Mono.

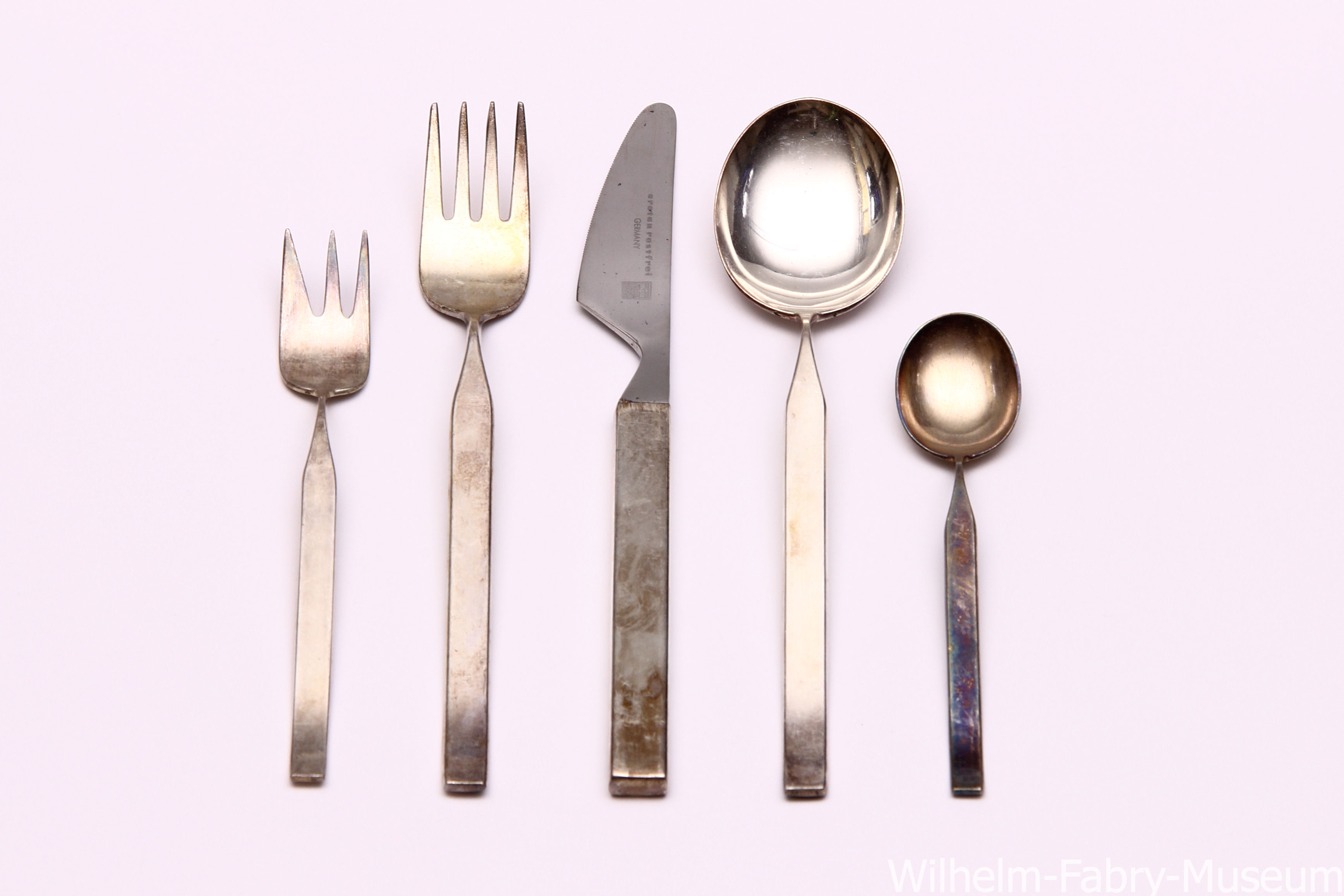
Heimendahl & Keller Modell Alpha Form 801 aus Arotan, Entwurf Wilhelm Braun-Feldweg 1961/1962

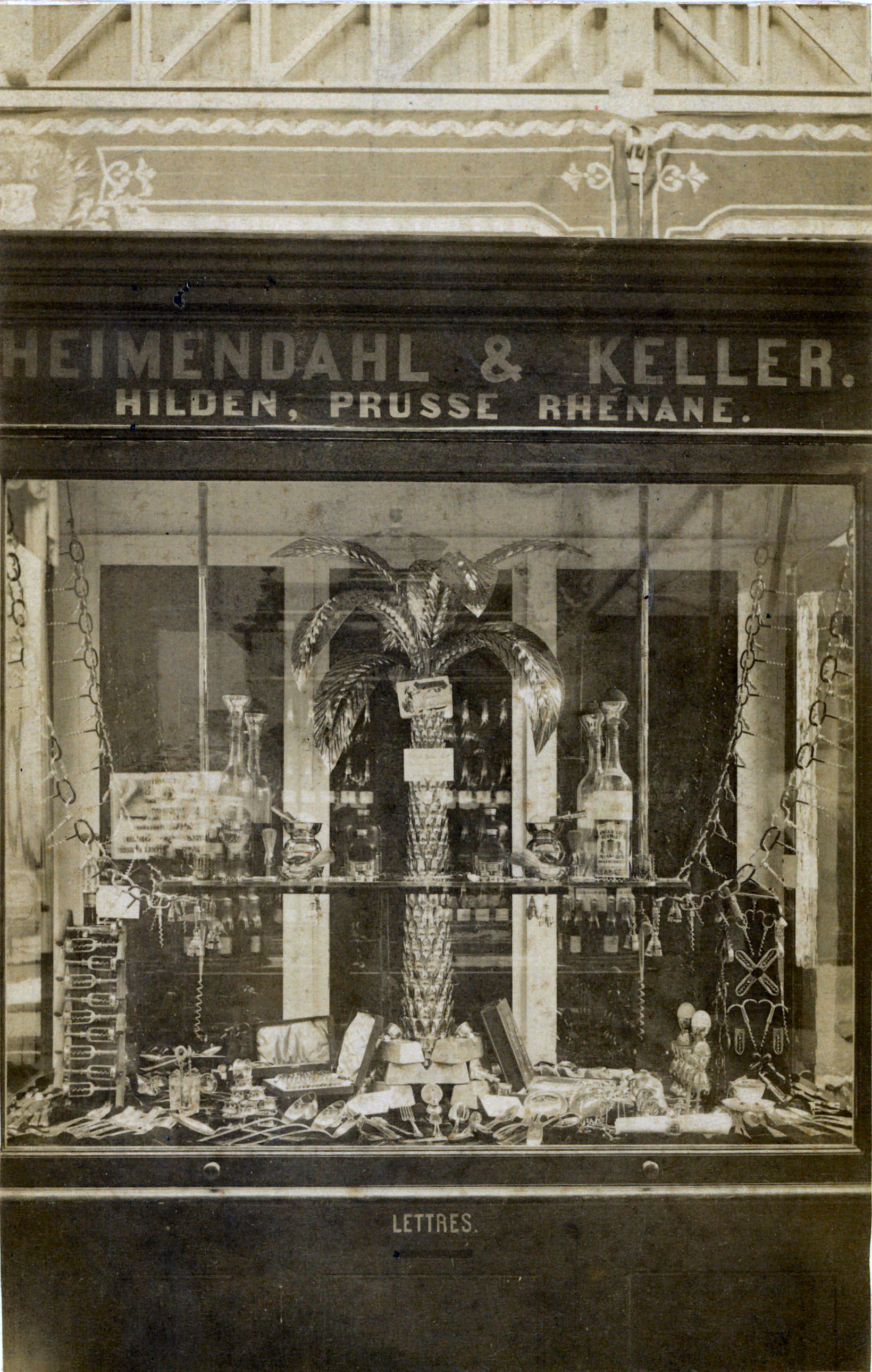
Stand von Heimendahl & Keller auf der Weltausstellung in Paris

Die Verbesserung in der Besteckfertigung durch Stanzen der Form, Kaltumformen in die Besteckform und anschließendem Überzug mit einer Legierung bescherte der Fabrik Heimendahl & Keller große wirtschaftliche Erfolge. Sie verlegte am 25. April 1959 die neuzeitliche Produktion in einen flachen Neubau auf der Herderstraße 45 (Architekt Hans Weuster aus Düsseldorf). Das alte Grundstück an der Eichenstraße wurde 1961 von der Rheinischen Feuerungstechnik GmbH einer Tochtergesellschaft der Rheinstahl-Eisenwerk Hilden AG erworben.
Die Firma Heimendahl & Keller hatte Musterläger in Berlin, Breslau, Hamburg, Königsberg, Leipzig, und München.
Die Mettmanner Firma W. Seibel (200 Beschäftigte) und ihre Hildener Tochtergesellschaft Heimendahl & Keller (Seibel) (160 Beschäftigte) schlossen sich am 1. Januar 1974 mit der Carl Prinz AG in Solingen-Wald (150 Beschäftigte) und deren Tochtergesellschaft Friedrich Burberg GmbH (Solingen) zum neuen Unternehmen Prinz und Seibel (P&S)  zusammen. Sitz war Solingen, die Geschäftsführung übernahm Friedrich Seibel.
Am 7. November 1976 endete die Besteckproduktion in Hilden in der Herderstraße.
Die Hildener Belegschaft siedelte mit 80 Arbeitern und Angestellten nach Solingen-Wald über.
Ca. im Jahr 1975 wurde der Bestecksektor von Prinz aufgegeben und an die Württembergische Metallwarenfabrik AG (WMF)  verkauft.

## Metall und Legierungen
Für die Tafelbestecke wurde rostfreier Stahl als Kernmaterial verwendet. Er wurde mit einer Legierung überzogen. Besteckreihen der Metallwarenfabrik werden im Katalog zur Leipziger Messe 1936 und im Katalog von 1960 beschrieben aus:
Britannia Zinnstahl;
rostfreiem Stahl;
Stahl 18/8 (Arotan) Stahl gehämmert;
Stahl 18/8 verchromt;
Stahl verchromt, vernickelt oder verzinnt;
(Granit) Stahl verkupfert und vernickelt und verchromt;
Stahl verkupfert und vernickelt und verchromt, mattglanz poliert;
Stahl doppelt verzinnt;
Edelstahl hart versilbert.
Besteckserien aus Neusilber mit der Bezeichnung Alpaka/Alpacca-Silber. Neusilber ist die Bezeichnung für eine Kupfer-Nickel-Zink-Legierung mit hoher Korrosionsbeständigkeit, Festigkeit und silberähnlichem Aussehen. Alternative Namen für Neusilber sind: Argentan, Minargent, Cuivre blanc, Maillechort, Packfong. Auch die Bezeichnung Hotelsilber wird verwendet. Besteckreihen wurden aus den Materialien hergestellt: Alpaka verchromt, vernickelt oder verzinnt; Alpacca mit 100 g Silberauflage; Alpacca mit 100 g hochglanz versilbert; Alpacca mit 100 g Silberauflage, vernickelt.
Abbatan/Albahn; Edelstahl-Roneusil; Stahl 18/8 verchromt, mit Mangan belegt (Silesil); Hartvergoldet.

## Serien und Designbezeichnungen
Heimendahl & Keller stellten ganze Besteckserien mit den unterschiedlichsten Funktionen her.
z. B. Löffel (mit 19 Funktionen), Gabeln (mit 11 Funktionen), Messer (mit 3 Funktionen) sowie Zuckerzangen, Torten- und Eisschaufeln.

## Herstellercode

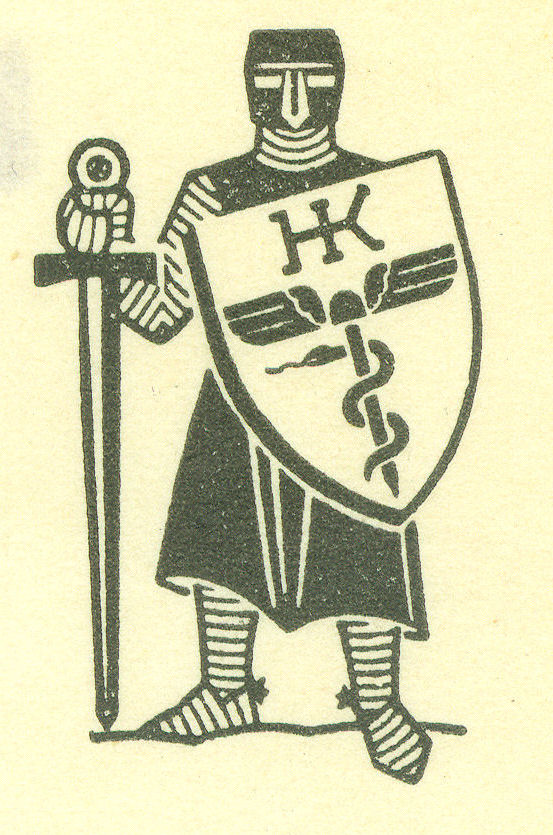
Heimendahl & Co., Logo Ritter (1935)

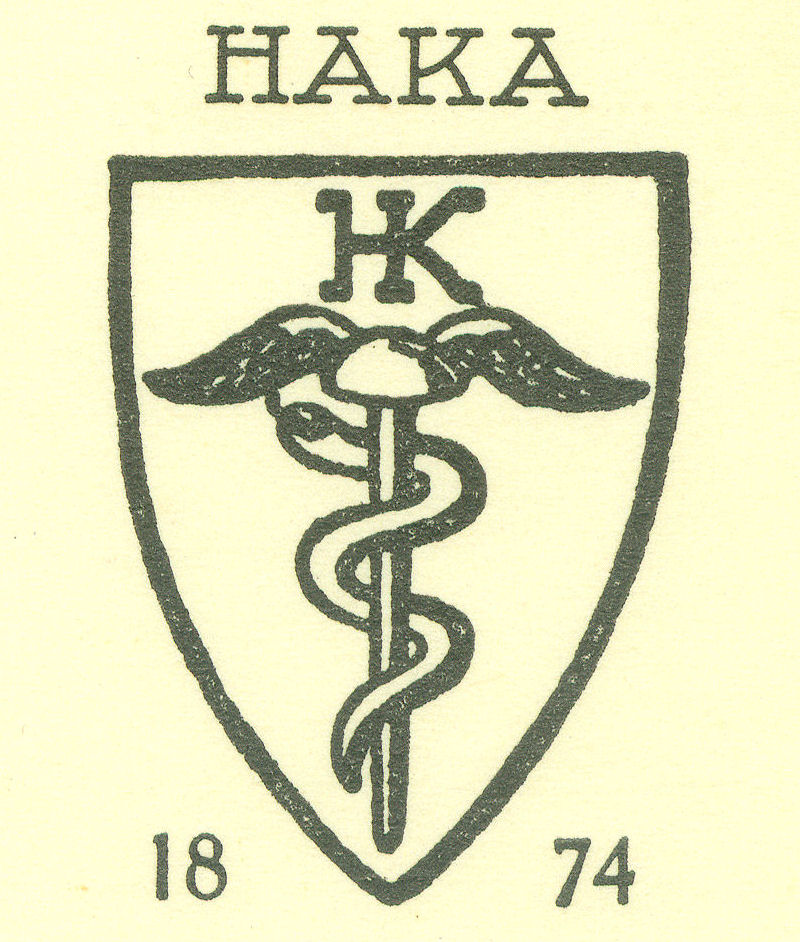
Heimendahl & Keller AG, Logo HK mit Äskulapstab (1939)

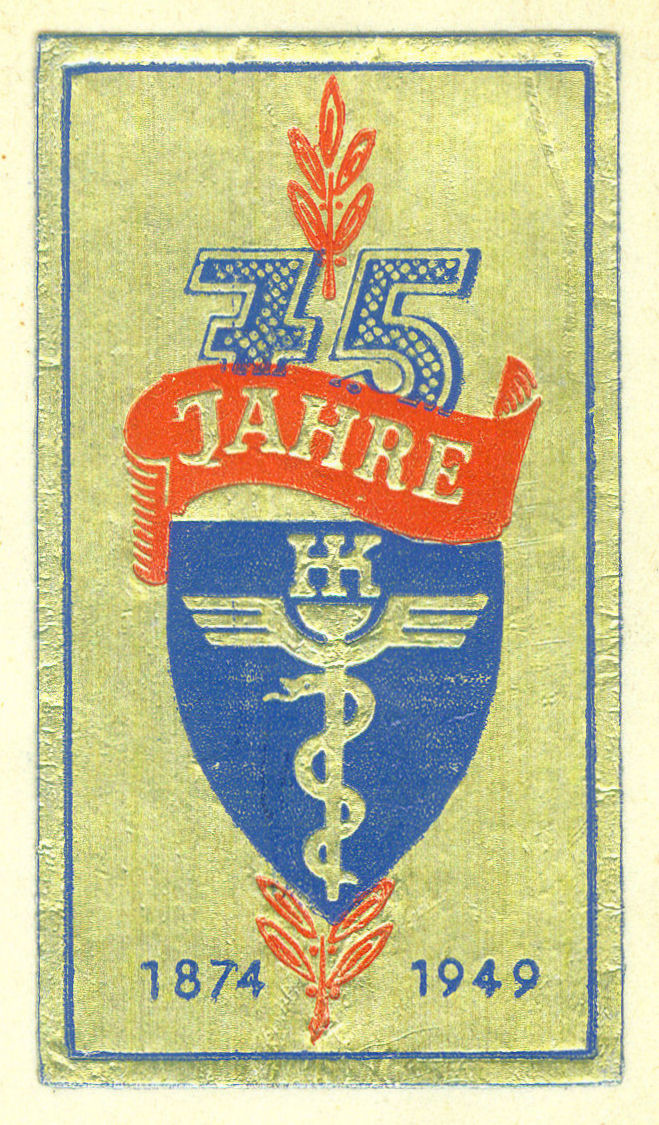
Heimendahl & Keller AG, Logo 75 Jahre (1949)

Die Bestecke von Heimendahl & Keller sind mit dem Herstellercode H&HK Heimendahl & Keller Hilden signiert.
Weitere Stempelaufdrucke waren „HK mit Äskulapstab“ und „HK mit Ritter“, auch mit vertauschten Buchstaben „H&KH“.

## Designer für Bestecke
Der Industriedesigner Wilhelm Braun-Feldweg (* 29. Januar 1908 in Ulm; † 12. April 1998 in Würzburg) gestaltete zeitgleich Bestecke für W. Seibel in Mettmann (1954 bis 1964); Heimendahl & Keller (1956 bis 1964) in Hilden und Carl Prinz AG in Solingen-Wald (1962 bis 1965).
Paul Voss war ein weiterer Industriedesigner für Bestecke von Heimendahl & Keller.

### Serien an Bestecken
Der Katalog zur Leipziger Messe 1936 enthält Besteckreihen von Heimendahl & Keller die aus unterschiedlichen Materialien in den verschiedensten Serien mit eigener Form und Dekor verarbeitet wurden.
Die Serien hießen zum Beispiel:

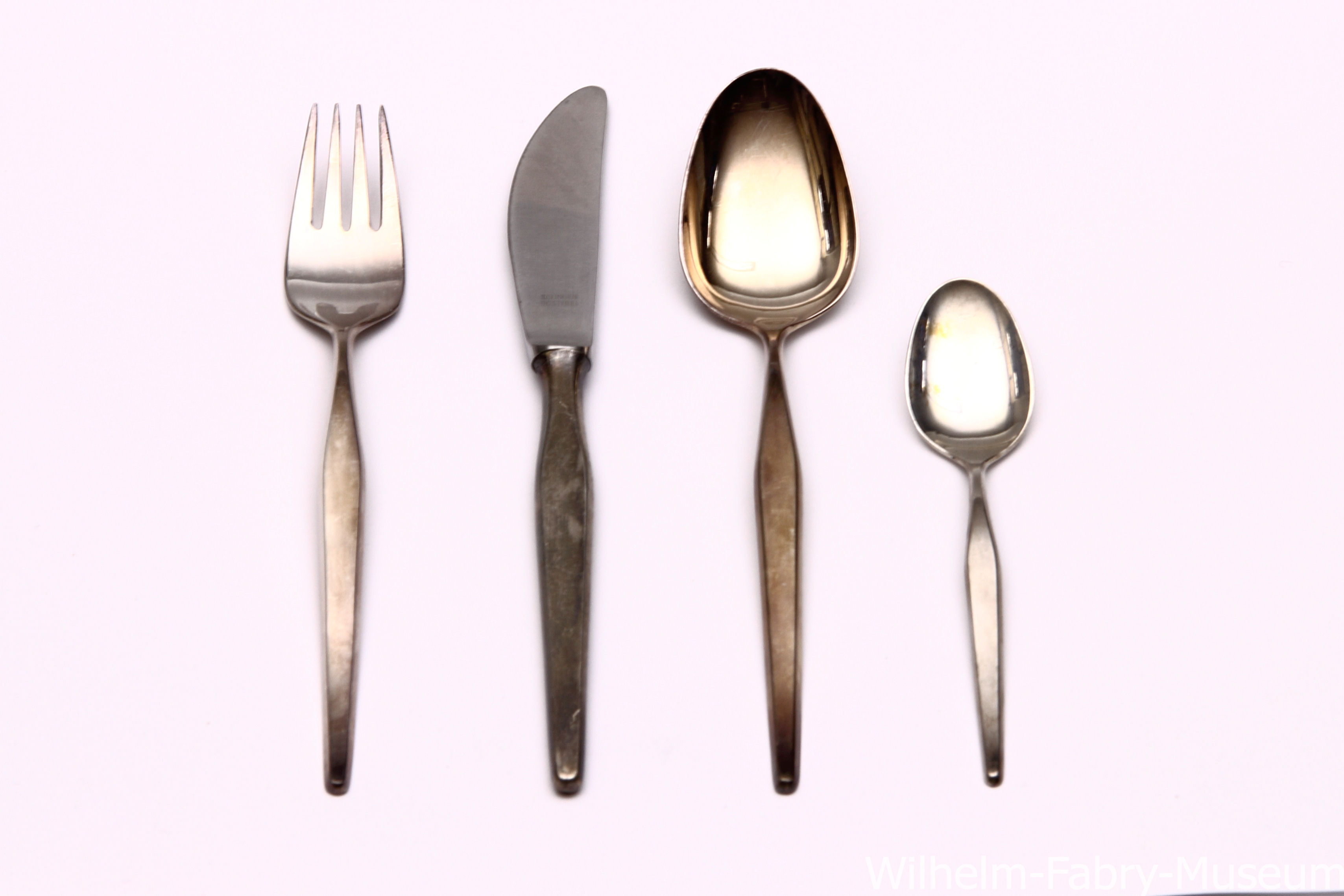
H+K-Serie 666 Hilden-Nr. 5

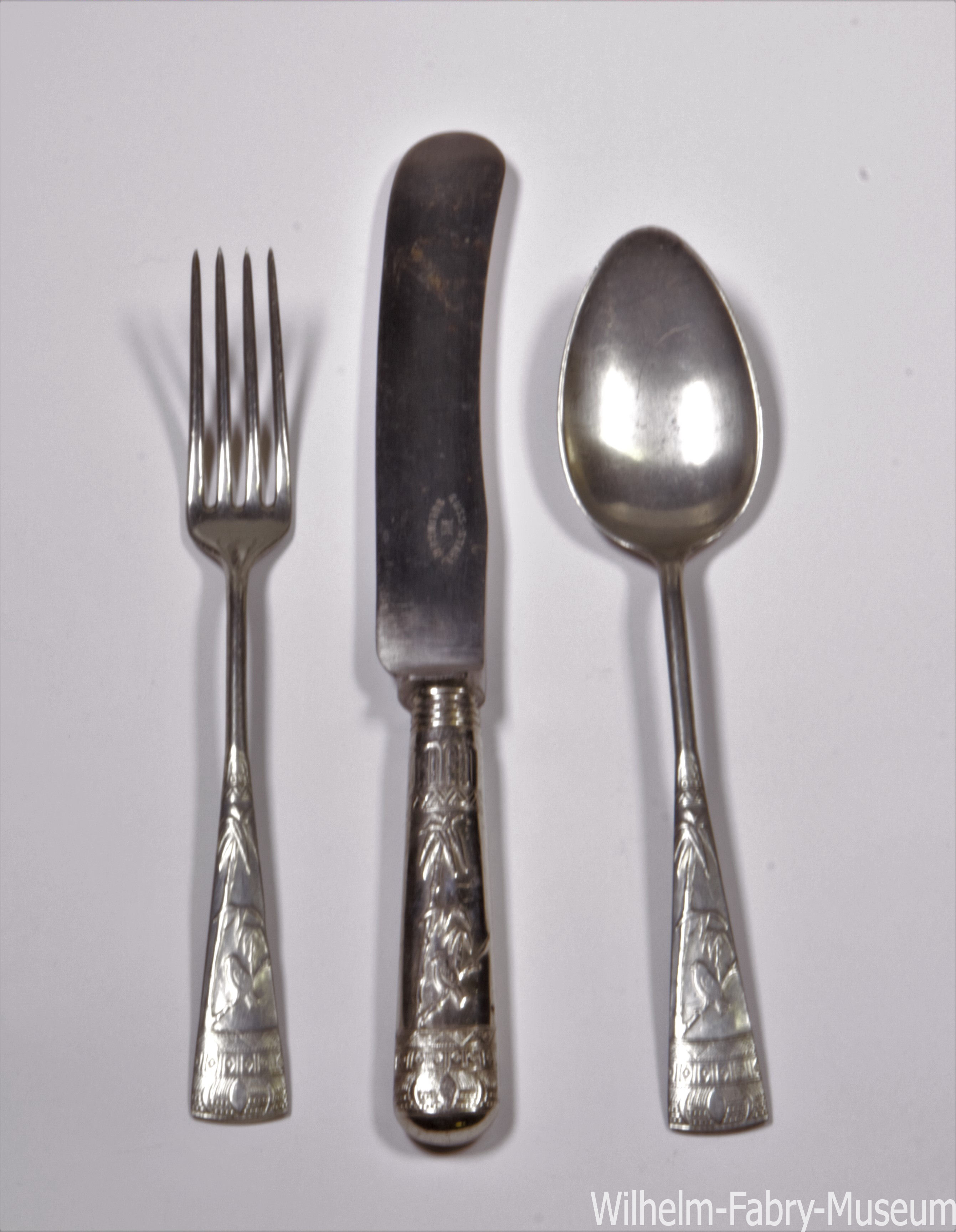
H+K Besteckserie

Astrid, Brunhild, Casio, Chippendale, Derby, Dolores, Elite, Erika, Exquisit, Fächer, Fadenstiel, Fontana, Gudrun, Haka, Heim chrom, Hilda, Hotel Muster, Königin Louise, Louis XV, Marie Antonette, Mars, Mechthild, Medaillon, Muschel, Perlrand, Rhombus, Roland, Rosa, Spiegel Muster, Stromlinien, Svenska, Viola, Wien und Kinderbesteckserien mit Märchenfiguren oder bunten Tiersymbolen.
Eine Serie waren auch DAF-Bestecke (Deutsche Arbeitsfront). Die Muster dazu wurden 1938 von Kurt Baer entworfen.

### Signifikante Besteckreihen
- Tafelbesteck-Modell 555-Elite aus Arotan-Stahl 18/8, 90-g-versilbert. Entwurf: Wilhelm Braun-Feldweg, 1955/57, 26-teilig. Es ist formverwandt mit dem Modell Jutta von Wilhelm Braun-Feldweg, das bei W. Seibel produziert wurde. Es wurde 1961 in die Bildkartei des Deutschen Werkbundes der „Deutschen Warenkunde“ aufgenommen.[17][20]
- Alpha Form 801 aus Arotan, Entwurf Wilhelm Braun-Feldweg 1961/1962. Signifikant ist der Absatz in der Messerklinge. Es wurde für die „Internationale Besteckausstellung“ (Ibesta) 1962 in Krefeld ausgewählt.[20]

- Alpha Form 801 Arotan Wagenfeld Ära, Entwurf Wilhelm Braun-Feldweg, 14-teiliges Besteck;
- Alpha Form 801 aus Arotan, versilbert 90-8, Entwurf Wilhelm Braun-Feldweg 1960–1962, 105-teiliges Besteck für 12 Personen;
- Besteck Arotan-100 er Silberauflage, mit Spiralmuster, 22-teilig für 6 Personen;
- Besteck Arotan-100 er Silberauflage, mit Rosen-Dekor, 30-teilig für 6 Personen;
- Arotan-Roneusil-Edelstahl 18/8. Es wurde für die IBESTA 1962 ausgewählt.

## Weitere Produkte
Heimendahl & Keller stellte auch Menagen (Salz-, Pfeffer- und Zuckerstreuer) zur Aufbewahrung von Tischgewürzen und Eierbecher her. Dazu wurde gegossenes Metall vernickelt. Sie standen in vernickelten, verchromten oder versilberten Drahtgestellen. Ausgußkorken vervollständigten die Tischgarnituren.
Für die Armee stellte Heimendahl & Keller auch Dosenöffner her.